# Heinrich de Twiel
Henri von Twiel († après 1133) fut anti-abbé de l'abbaye de Saint-Gall 1121 à 1122.

## Actes
Henri von Twiel fut élu en 1121 par une partie du monastère étant pour le parti impérial lors de la querelle des Investitures. Toutefois, la partie adverse n'a pas validé ce choix en faisant valoir le fait que l'abbé sortant Ulrich von Eppenstein ne l'aurait pas accepté. De ce fait, un nouvel abbé a été élu la même année. Il s'agit de l'abbé Manegold de Mammern. Des suites de conflits violents, dû au nouvel abbatiat, Henri von Twiel s'enfuit dans un château en Soubabe après les menaces de Konrad de Zähringen. De son côté, Manegold de Mammern convainc l'empereur Henri V de sa légitimité à la tête du monastère de Saint-Gall. Après que Manegold eut été approuvé par Henri V, Henri von Twiel se réfugia au monastère de Zwiefalten jusqu'à la mort de Manegold en 1133. Henri serait alors revenu à Saint-Gall en tant que doyen.  

## Liens
- Heinrich von Twiel auf der Website des Stiftsarchivs St. Gallen.
- Heinrich von Twiel im Stadtlexikon Wil; nach Johannes Duft: Die Abtei St. Gallen.